# نوی‌کیرشن
شهر نوی‌کیرشن (به آلمانی: Neunkirchen, Austria) در استان  نیدراسترایش با جمعیت  ۱۲٬۱۴۸  نفر در کشور اتریش واقع شده‌است.